# Олдершот
Алдершот (англ. Aldershot) — британське місто (таун) громади Рашмур, графства Гемпшир, регіону Південно-Східна Англія.
Населення міста становить 33 840 осіб.
Алдершот відомий як штаб-квартира британської армії". У зв'язку з цим Алдершот швидко виріс з маленького селища й перетворився на місто за Вікторіанської доби.
22 лютого 1972 року місто пережило бомбардування з боку Ірландської республіканської армії: через вибух машини загинуло 7 цивільних осіб, включаючи католицького священика; згодом вибух було оголошено ІРА помстою за Криваву неділю у Деррі.
У місті розташовані обсерваторія та військове містечко.

## Відомі уродженці
- Герман Глоерт —вчений-механик.
- Джеймс Вейд — англійський дартсмен.
- Мартін Фрімен — англійський актор.